# Brita Baldus
Brita Pia Baldus (* 4. Juni 1965 in Leipzig) ist eine ehemalige deutsche Wasserspringerin, die drei Europameistertitel gewann.

## Werdegang
Brita Baldus, Tochter des Kunstturners Gerald Baldus, startete für den SC DHfK Leipzig und war eine Spezialistin im Kunstspringen vom Drei-Meter-Brett; als Ende der 1980er Jahre auch Meisterschaften vom Ein-Meter-Brett ausgetragen wurden, gehörte sie auch hier zur internationalen Spitze. 1981 gewann sie ihren ersten DDR-Meistertitel. Nachdem sie 1982 nur Dritte geworden war, nahm sie ihren schwierigsten Sprung, den dreieinhalbfachen Vorwärtssalto, vor der Weltmeisterschaft aus dem Programm, weil sie bei diesem Sprung nicht sicher genug war, sie belegte dann den fünften Platz bei der Weltmeisterschaft. 1983 gewann sie sowohl die DDR-Meisterschaft als auch die Europameisterschaft. 1984 gewann sie erneut die DDR-Meisterschaft und erreichte dabei 557,85 Punkte, die bis dahin höchste Punktzahl, die eine Springerin weltweit erreicht hatte. Wegen des Olympiaboykotts der DDR verpasste sie ihre erste Olympiateilnahme.
1985 gewann sie ihren dritten DDR-Titel in Folge, 1986 belegte sie den zweiten Platz hinter Katrin Bensing. Bei der Weltmeisterschaft 1986 konnte sie erneut den fünften Platz erreichen. 1987 und 1988 gewann Brita Baldus erneut den Meistertitel im Kunstspringen. Bei der Europameisterschaft 1987 erhielt sie die Bronzemedaille. 1988 in Seoul nahm sie erstmals an Olympischen Spielen teil und belegte den siebten Platz. 1989 gewann sie die erste und einzige DDR-Meisterschaft im Springen vom Ein-Meter-Brett. Vom Drei-Meter-Brett belegte sie hinter Silke Krüger den zweiten Platz. Ebenfalls Zweite wurde Brita Baldus bei der Europameisterschaft 1989 und zwar vom Ein-Meter-Brett hinter Irina Laschko und vom Drei-Meter-Brett hinter Marina Babkowa.
Anfang 1991 bei der Weltmeisterschaft in Perth trat Brita Baldus erstmals für das wiedervereinigte Deutschland an. Sie gewann Bronze vom Drei-Meter-Brett. Im August 1991 bei der Europameisterschaft in Athen siegte sie vom Ein-Meter-Brett und ersprang Bronze vom Drei-Meter-Brett. 1992 gewann Baldus ihre einzigen Deutschen Meistertitel. Bei den Olympischen Spielen 1992 in Barcelona gewann Brita Baldus Bronze im Kunstspringen. 1993 gewann Brita Baldus zum Abschluss ihrer Karriere noch einmal die Europameisterschaft im Kunstspringen vom Drei-Meter-Brett.
In der DDR wurde sie 1984 mit dem Vaterländischen Verdienstorden in Gold ausgezeichnet, in der BRD 1993 mit dem Silbernen Lorbeerblatt.
Beruflich betätigt sich Brita Baldus als Sportlehrerin und Sporttherapeutin.

## Filme
- Einzelkämpfer (2013): Dokumentarfilm über vier Spitzensportler der ehemaligen DDR, darunter Brita Baldus. Filmpremiere auf der Berlinale 2013